# Pomone

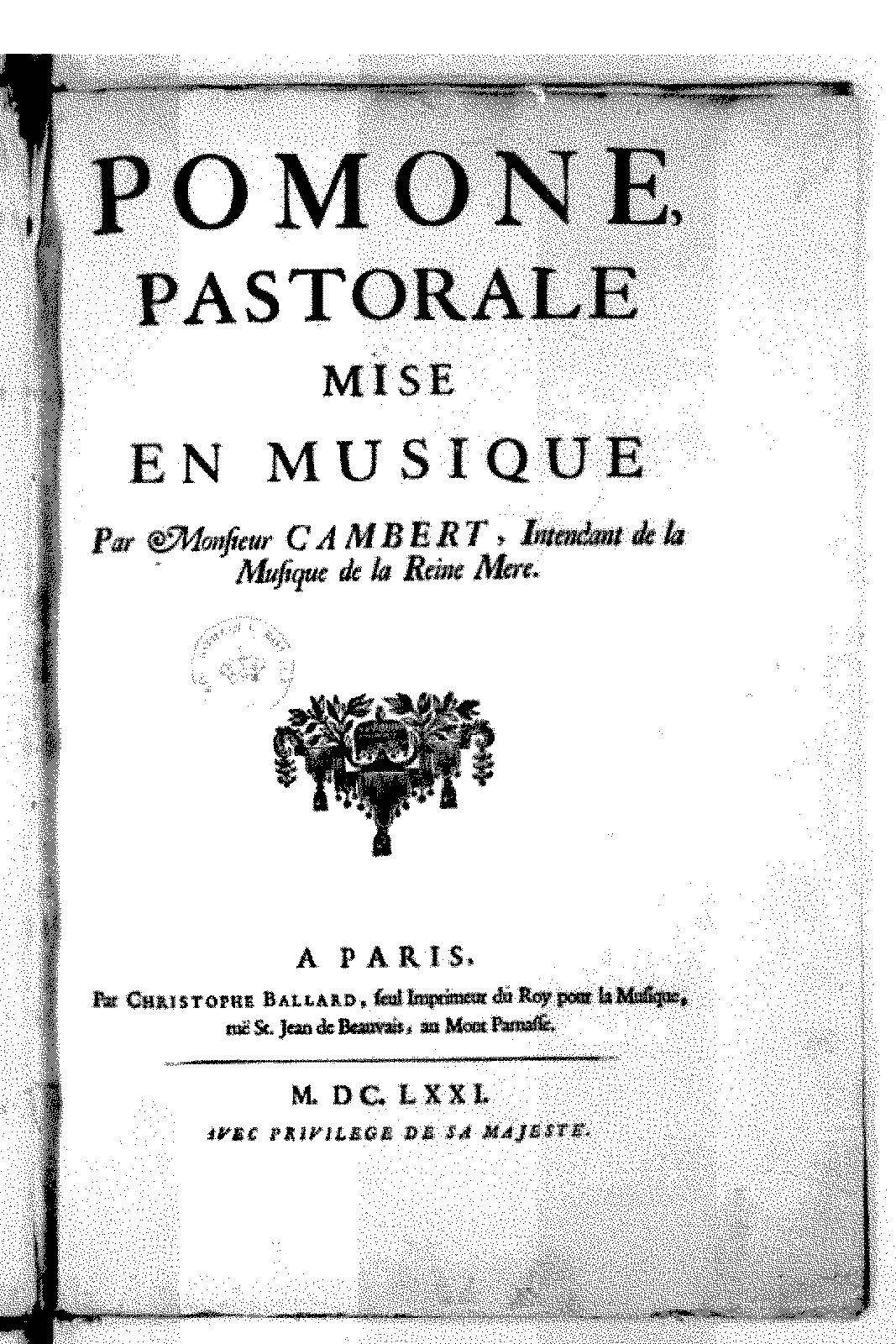
Página de título da partitura parcial de Pomone, publicada por Ballard em 1671

Pomone é o título de uma ópera francesa de autoria de Robert Cambert. Foi encenada pela primeira vez nem Paris no ano de 1671 e é considerada a primeira ópera francesa.